# Sortino
Sortino település Olaszországban, Siracusa megyében. Lakosainak száma 8234 fő (2023. január 1.). Sortino Cassaro, Ferla, Melilli, Palazzolo Acreide, Priolo Gargallo, Solarino és Carlentini községekkel határos.

## Népesség
A település népességének változása:
| Lakosok száma | 8657 | 8561 | 8234 |
|               | 2017 | 2018 | 2023 |